# Српски рок
Српски рок је рок сцена Србије. Током 1960-их, 1970-их и 1980-их, док је Србија била конститутивна република СФРЈ, српска рок сцена је била део југословенске рок сцене.
Социјалистичка Федеративна Република Југославија није била држава источног блока, већ чланица Покрета несврстаних и као таква је била далеко отворенија за западну културу у односу на друге социјалистичке земље. Рокенрол је у Југославију стигао преко страних радио станица, међу којима се издваја Radio Luxemburg, и рокенрол плоча, донетих са Запада. Утицаји рокенрола допрли су до шлагерских певача, међу којима се издвајао Ђорђе Марјановић, који је 1959. године објавио први соло албум популарне музике у Србији. Крајем 1950-их појавили су се први рокенрол бендови, а 1960-их су се појавили многи бит бендови, као што су Силуете и Елипсе, који су постали енормно популарни међу млађим генерацијама. Рок бендови су скренули пажњу јавности на себе, што је праћено појавом првих рок музичких часописа, радио и ТВ емисија.
До почетка 1970-их, српски рок бендови су издавали само сингл и ЕП плоче. Корни група је била прва српска рок група која је објавила ЛП албум 1971. године, и један од првих бендова који је кренуо ка прогресивном року. Прогресивни рок је доминирао српском рок сценом током 1970-их, а део бендова је у свој звук унео елементе традиционалне музике. У овом периоду, бендови као што су  група, Поп машина и Смак су остварили велику мејнстрим популарност и велику продају албума. Крајем 1970-их појавио се истакнути хард рок бенд Рибља чорба и појавиле су се блиско повезани панк рок и нови талас. Пекиншка патка је била прва српска панк рок група која је објавила албум 1980. Новоталасне групе Шарло акробата, Електрични оргазам и Идоли, које су се појавиле на утицајном компилацијском албуму Пакет аранжман 1981. године, пратиле су многе новоталасне групе. Око 1982. године, сцена новог таласа је опала и многе групе су се помериле ка комерцијалнијем звуку. Током 1980-их, поп рок музичари, попут Ђорђа Балашевића и Бајаге и инструктора, доминирали су сценом популарне музике, али су се појавили и разни други жанрови, као и алтернативна рок сцена, са групама као што су ЕКВ, Дисциплина кичме, и Рамбо Амадеус, је почео да се развија и стиче мејнстрим популарност.
Избијањем ратова почетком 1990-их, бивша југословенска рок сцена је престала да постоји. Током 1990-их, већина, како мејнстрим, тако и андерграунд, рок група изражавала је своје противљење влади Слободана Милошевића, што је довело до њиховог одсуства из већине медија под контролом владе. Иако је неколико великих мејнстрим бендова успело да одржи своју популарност (неки од њих, попут Партибрејкерса и Ван Гога), развила се велика андерграунд и инди музичка сцена. Након НАТО бомбардовања СР Југославије 1999. године и доласка политичких промена током 2000-их, почела је да се развија нова независна сцена. Током 2000-их година дошло је и до успостављања нових веза између сцена бивших југословенских република.

## Историја

### Рок пионири (крај 1950-тих – крај 1960-тих)
Први рок наступи су се појавили касних 1950-их. Под утицајем рокенрола и рокабилија, многи млади људи почели су да изводе такозвану „електричну музику“, називајући се „електричари“. Један од првих српских рокенрол музичара који се прославио био је гитариста Миле Лојпур из Београда, често сматран првим српским или чак југословенским рокенрол музичарем. Прославио се на играма које су он и његов бенд Септет М организовали на кошаркашким теренима Црвене звезде на Калемегдану. Иако Лојпур није направио никакве снимке, имао је велики утицај на каснији развој сцене. Други запажени рокенрол уметник био је Перица Стојанчић из Ниша, чији је дебитантски сингл објављен 1961. године.
Певач Ђорђе Марјановић постао је прва југословенска суперзвезда. Иако је у суштини шлагер певач, Марјановић је изводио и рокенрол песме. Запажен је и као први југословенски певач популарне музике који је енергично наступао на сцени. Био је први поп певач који је изашао са бине у публику и изводио песме у театралном маниру. Његова популарност довела је до објављивања његовог албума Музика за игру 1959. године, први соло албум популарне музике у издању ПГП-РТБ, највеће српске издавачке куће. Године 1963. Марјановић је отишао на своју прву турнеју по СССР-у, где је убрзо постао веома популаран, и од тада је био на више од тридесет турнеја. Наставио је да наступа до 1990. године, када је на концерту у Мелбурну доживео мождани удар, након чега је одлучио да се повуче.
Почетком 1960-их појавили су се бројни бит и ритам и блуз бендови, од којих је већина првобитно била инспирисана тада популарним Клифом Ричардом: Искре и Силуете, оба основана 1961; Златни дечаци и Беле вишње, оба основана 1962. године; Црни бисери, Далтони, Елипсе и Самоникли, сви формирани 1963. године; Томи Совиљ и његове слуге и Сањалице, оба основана 1964. године; Пламених 5, формиран 1965. године, Џентлмени, формиран 1966. године. Силуете су биле познате по шокантном изгледу и наступу, а фронтмен бенда Зоран Мишчевић постао је једна од првих југословенских рок звезда и секс симбол. Медији су често промовисали ривалство између Силуете и Елипсе. Првобитно формиран као бит бенд, Елипсе је прешао на соул музику и додао дувачку секцију када им се придружио вокал Еди Декенг, афрички студент из Конга, 1967. У Црним бисерима је наступио истакнути музичар Влада Јанковић "Џет", који је касније основао бенд Тунел и постао познати водитељ Радио Београда. Сањалице су биле једна од првих бивших југословенских женских рок бендова. Чланови Џентлмена, браћа Жика и Драги Јелић, касније су формирали веома успешан прогресивни/хард рок бенд ЈУ групу. Иако су сви ови бендови објавили само сингл и ЕП плоче – са изузетком Црних бисера, који је снимио једини студијски албум Моторок 1976. године, и Беле вишње, који је су снимиле своје старе песме и објавио их на албуму Песме наше младости 1994. – имали су велики утицај на даљи развој сцене.

### Мејнстрим и поп рок (крај 1960-их – данас)
Корни група је била један од првих српских рок бендова који је постигао велику мејнстрим популарност. Основан 1968. године од стране бившег клавијатуристе Индекса Корнелија Ковача, бенд је снимио многе комерцијалне поп песме објављене на сингл плочама, са којима су постигли огромну популарност и појављивали се на фестивалима поп музике широм Југославије. Већ под утицајем прогресивног рока, бенд је кренуо ка прогресивном звуку доласком вокала Даде Топића, настављајући, међутим, да објављује комерцијалне синглове. Деби албум Корни група из 1971. године био је први ЛП албум једне рок групе из Србије и четврти ЛП албум југословенске рок групе. Други, симфонијски рок оријентисан албум групе, Not an Ordinary Life, објављен 1974. године, био је један од првих југословенских албума објављених преко стране издавачке куће. Упркос успеху са сингловима које су објавили у Југославији, бенд се распао због малог успеха Not an Ordinary Life и песме „Моја генерација”, са којом је бенд представљао Југославију на Песми Евровизије 1974. године.
У време када се Корни група распала, други српски прогресивни рок бендови, попут ЈУ групе и Смака, већ су постигли огромну мејнстрим популарност. Ју група, коју су 1970. године основали бивши чланови Џентлмена, браћа Драги и Жика Јелић, често се сматра најдуговечнијим српским рок бендом. Након неколико успешних синглова који су представљали фузију прогресивног/хард рока и балканске традиционалне музике, група је објавила свој први албум, ЈУ група (1973), који је постао један од најпродаванијих југословенских рок албума 1970-их. Бенд је наставио да издаје успешне албуме, али са популарношћу новог таласа, бенд се распао 1981. Међутим, бенд се поново окупио 1987. године и од тада је издао низ добро прихваћених хард рок албума. Смак из Крагујевца, који је 1971. године основао виртуоз на гитари Радомир Михаиловић Точак, у другој половини 1970-их био је конкурентан бенду Бијело дугме из Сарајева. Смак је објавио неколико хит синглова пре него што је објавио свој истоимени деби 1975. године, који се сматра једним од најуспешнијих деби албума у бившој Југославији. Каснија издања бенда, Сателит (1976), Црна дама (1977) и Странице нашег времена (1978), доживела су сличан успех, али се бенд 1981. распао из сличних разлога као и ЈУ група. Бенд се поново окупљао и распуштао још неколико пута током 1980-их и 1990-их, објављујући албуме који су имали мало комерцијалног успеха, иако је поновно окупљање бенда 2012. изазвало велико интересовање публике и медијско покривање.
Крајем 1970-их појавио се поп рок бенд Рани мраз. Рани мраз је 1978. године формирао Ђорђе Балашевић, а током почетног периода прошао је кроз неколико промена састава. У најпознатијој постави су били Балашевић, Верица Тодоровић, Бора Ђорђевић и Биљана Крстић, а ове последње су се придружиле Рани мраз након што су напустили акустични рок бенд Сунцокрет. Ова постава бенда објавила је веома популаран сингл „Рачунајте на нас“, песму која је хвалила наслеђе југословенских партизана из мало другачије перспективе од уобичајеног социјалистичког реализма, а убрзо је постала и химна југословенске омладине. Ђорђевић је, међутим, убрзо напустио бенд и основао Рибљу чорбу. Рани мраз је објавио два добро прихваћена албума Мојој мами уместо матурске слике у излогу (1979) и Одлази циркус (1980), пре него што се распао 1981. Издавањем албума Пуб (1982), Балашевић је започео веома успешну соло каријеру, као најпопуларнији српски кантаутор.
Хард рок бенд Рибља чорба, основан 1978. године, постигао је велики успех дебитантским синглом Лутка са насловне стране (1978) и деби албумом Кост у грлу (1979). Њихови следећи албуми, Покварена машта и прљаве страсти и Мртва природа, оба објављени 1981. године, лансирали су их на врх српске и бивше југословенске рок сцене упркос њиховом хард рок звуку са елементима блуза и хеви метала  и захваљујући њиховом провокативни друштвени и, од објављивања Мртва природа, политички текстови које је написао вођа бенда Бора Ђорђевић. Након албума Истина (1985) бенд, иако се још увек углавном уклапа у хард рок, почиње постепено да се окреће мекшем звуку, успевајући да одржи своју популарност током читаве деценије. Међутим, деведесетих година 20. века популарност Рибље чорбе у Хрватској и Босни и Херцеговини нагло опада током југословенских ратова, када је Ђорђевић постао активни присталица српских трупа у Републици Српској и Републици Српској Крајини, што је демонстрирао снимањем контроверзних песама „Е мој друже загребачки” (који је снимљен као одговор на песму Јуре Стублића „Е мој друже београдски”) и „Љетовање” са групом Минђушари из Книна. Међутим, Ђорђевић је био и оштро против председника Слободана Милошевића и свој став је показао писањем низа антивладиних песама објављених на албумима Збогом, Србијо (1993), Остало је ћутање (1996) и Нојева барка (1999), и на његовом соло албуму Њихови дани (1996).
Након западања новоталасне сцене у Србији, део бендова је прешао на комерцијалнији рок и поп рок звук. Електрични оргазам, након објављивања Како бубањ каже 1984. године, издају своје комерцијално најуспешније албуме Дисторзија (1986) и Летим, сањам, дишем (1988), на коме се налази хит химна „Игра рокенрол цела Југославија”. Електрични оргазам наставио је са истим музичким правцима и деведесетих година 20. века са Зашто да не! (1994) и А ум бум (1999). Електрични оргазам је 2007. године наступио као предгрупа Стоунсима на концерту одржаном у београдском парку Ушће. Идоли су, након што су објавили првенац Одбрана и последњи дани (1982), снимили други студијски албум Чоколада (1983), који је представљао комбинацију поп рока, фанка и електронске музике. Албум се показао као највећи комерцијални успех бенда. Након снимања музике Шест дана јуна (1985) у поп рок маниру 1960-их, група се разилази и Влада Дивљан објављује свој деби албум Тајни живот АП Шандорова (1988), стилски сличан претходним издањима Идола. Бенд Зана, предвођен Заном Нимани, након својих раних новоталасних радова кренуо је ка синтипопу и поп року, објављујући успешне албуме Додирни ми колена (1982) и Натраг на воз (1983). Након одласка Зане Нимани 1984. године, бенд је променио неколико вокала, постепено се удаљавајући од рок сцене ка поп музици. Реформисани Пилоти су 1987. издали веома успешан албум Као птица на мом длану. Наредним албумима Осмех летње ноћи (1988) и Нека те бог чува за мене (1990), бенд је задржао популарност, која је и порасла током 1990-их са албумом Заборављени (1993). Међутим, бенд се распао 1997. и у међувремену је фронтмен Пилоти Зоран „Кики“ Лесендрић објавио албум Недеља на Духове (1995) са бившим члановима Идола Срђаном Шапером и Небојшом Крстићем под именом Добровољно певачко друштво. Током касних 1990-их и 2000-их Лесендрић је радио као текстописац пре него што је 2008. објавио свој први, веома успешан соло албум Месец на вратима, након чега је реформисао Пилоте. Остале новоталасне групе које су направиле помак ка комерцијалнијем звуку након опадања сцене су Безобразно зелено (која је прешла ка поп року), У шкрипцу (која је прешла ка синтипопу и поп рок) и Лаки пингвини (која је прешла ка синтипопу и новим романтизмом).
Поп рок бенд Бајага и инструктори, који је 1984. године формирао бивши члан Рибље Чорбе Момчило Бајагић „Бајага“, након што је 1983. године објавио дебитантски, веома успешан соло албум Позитивна географија (првобитно објављен као Бајагићев соло албум, али, како се на њему појављују музичари који касније су постали чланови Бајаге и инструктори, уврштени у званичну дискографију бенда), почели да објављују успешне албуме Са друге стране јастука (1985), Јахачи магле (1986) и Продавница тајни (1988), који постају мега хитови. Бајага и инструктори су у деведесете ушли као једна од најпопуларнијих српских рок група, успевши да одрже стечену популарност током 1990-их.
Поп рок бендови из средине 1980-их Амајлија, Последња игра лептира, Дивљи анђели, Сломљена стакла, Руж, Алиса, Банана, Југословени, Бел Темпо и Вампири имали су велики број продатих албума, међутим, већина њих се распала пре него што су стигли до 1990-их., или на самом почетку деценије. Последња игра Лептира, основана 1980. године и коју води харизматични фронтмен Ненад Радуловић, познат и као Неша Лептир, постигла је успех са својим поп рок песмама са духовитим текстовима, али се распала 1989. године. Радуловић је 1989. објавио соло албум Нико нема што питон имаде, који је пародирао „новокомпоновану музику“, пре него што је 1990. умро од тумора. Бел Темпо, који су 1986. године основали брат и сестра Влада и Сузана Петричевић, објавио је два поп рок албума са елементима џеза пре него што се распао 1992. године. На звук Вампира утицали су ду-вуп и рокабили 1950-их. Међутим, са избијањем југословенских ратова, њихов звук је постао погрешан и бенд се распао 1993. Поново су се окупили 1995. и објавили албум Плави град, а 1997. и Monkey Food, експериментишући са различитим музичким жанровима на овом другом. Међутим, бенд се поново распао 1998.
Популарне рок групе касних 1980-их и 1990-их били су Галија, Партибрејкерс и Дејан Цукић. Галија је, упркос томе што је формирана крајем седамдесетих година 20. века и у почетку изводила прогресивни рок, врхунац популарности достигла крајем осамдесетих и почетком деведесетих са трилогијом албума коју чине Далеко је сунце (1988), Корак до слободе (1989) и Историја, ти и ја (1991), улазећи у деведесете као један од најпопуларнијих српских рок бендова. Деведесетих година 20. века Галија је промовисала Социјалистичку партију Србије, што је изазвало део критичара и навијача да Галију прогласе „државним бендом“. Ипак, албуми Караван (1994), Тринаест (1996) и Волети волети (1997) наишли су на добар пријем код већине фанова. Гаражни/панк рок бенд Партибрејкерс је стекао велику популарност албумима Партибрејкерс I (1985), Партибрејкерс II (1988), Партибрејкерс III (1989) и Кисело и слатко (1994). Некадашњи вокал Булевара Дејан Цукић своју соло каријеру започео је крајем осамдесетих година 20. века, а формирањем свог Спори Ритам бенда почео је да издаје низ успешних албума Спори ритам (1987), Заједно (1989), 1991 (1991) и Ја бих да певам (1996).
Популарне групе из 1990-их су Дел Арно бенд, Ван Гог, Бабе, Прљави инспектор Блажа и Кљунови, Фамилија и The No Smoking Orchestra. Пионири српске и бивше југословенске реге сцене, Дел Арно бенд, основан 1986. године, увек су били блиско повезани са рок сценом. Иако су за двадесет пет година каријере објавили само три студијска албума, Дел Арно бенд је успео да остане на врху српске реге сцене. 
Бенд Ван Гог започео је своју каријеру издавањем свог дебитантског истоименог албума 1986. године, али се распао годину дана касније. Бенд се поново окупио 1990. године, а током 1990-их издаје албуме Свет је мој (1990), Страст (1993), Ходи (1996) и Опасан плес (1999), што их чини једним од најпопуларнијих извођача на српској рок сцени. Бабе, почевши од 1992. године као пратећи пројекат Жике Миленковића, Горана Чавајде и Зорана Илића, објавом деби албума Слике из живота једног идиота (1993) стекли су популарност шаљивим песмама. Након одласка Чавајде, издавањем Слике сна и јаве (1999), Бабе су прекинуле своју делатност. Још један популарни комичарски рок бенд, Прљави инспектор Блажа и Кљунови, који је 1993. основао харизматични фронтмен Игор Блажевић, брзо је стекао мејнстрим популарност текстовима инспирисаним музичким, филмским и спортским звездама. Групу Фамилија су 1994. године основали бивши чланови Вампира, У шкрипцу и Кошаве, а велику популарност су забележили албуми Народно позориште (1994) и Сељачка буна (1997), на којима су се налазиле ска/поп рок песме са духовитим текстовима. Избијањем босанског рата бенд Забрањено пушење из Сарајева се поделио на две фракције, обе под називом Забрањено пушење: сарајевску, коју предводи оригинални гитариста Забрањеног пушења Сејо Сексон, и београдску, коју предводи оригинални вокал Забрањено пушење Неле Карајлић. Београдска фракција је 1997. године објавила албум Ја нисам одавле, а након снимања музике за филм Црна мачка, бели мачор редитеља Емира Кустурице, кренула је ка светској музици, почевши да наступа са Кустурицом под именом The No Smocking Orchestra. Бенд је стекао велику популарност и ван Србије, али је њихов нови звук боље прихваћен у иностранству него у матичној земљи.
У 2000-им су били популарни бендови Негатив, Неверне бебе и Night Shift. Power поп бенд Негатив, са бившом певачицом Тап 011 Иваном Петерс, основан 1999. године, објавио је неколико успешних албума и имао успешне наступе на неколико музичких фестивала. Неверне бебе, које је 1993. године оформио клавијатуриста Милан Ђурђевић, након три студијска албума и неколико промена састава, издају веома успешан албум Двоје – The best of, са две певачице и поново снимљеним верзијама старих песама бенда, након чега постали су један од врхунских мејнстрим извођача српске сцене. Пост-гранџ/хард рок бенд Night Shift, иако је основан 1991. године, објавио је свој деби, успешан насловни албум Undercovers 2002. 2009. године бенд је објавио Без заклона на којем су се налазиле сопствене песме. Поред наведених бендова, ветерани српске рок сцене, ЈУ група, са повратком Дуго знамо се (2005), Ђорђе Балашевић, са албумима Дневник старог момка (2001) и Рани мраз (2004), Рибља чорба, са Пишањем уз ветар (2001), Овде (2003), Трилогија (2007) и Минут са њом (2009), Бајага и инструктори, са Змајем од Ноћаја (2001), Шоу почиње у поноћ (2005) и Даљина, дим и прашина (2012), Електрични оргазам са Хармонајзером (2002) и То што видиш то и јесте (2010), Галија са Добро јутро, то сам ја (2005) и Место поред прозора (2010), Партибрејкерс, Грамзивост и похлепа (2002) и Слобода или ништа (2007), а Ван Гог, са DrUnder (2002), Коло (2006) и Лавиринт (2009), задржали су своју популарност током 2000-их и раних 2010-их.

### Нова српска сцена
Термин Нова српска сцена сковао је у другој половини 2000-их веб магазин Попбокс, који је у почетку био један од главних промотера сцене. Иако се термин углавном користио за означавање бендова који су промовисани у Попбоксу и издавали своје албуме преко издавачке куће Одличан Хрчак, овај термин се такође често користио за означавање многих младих српских бендова насталих после 2000. године. Такође, неки од бендова активних 1990-их, пре свега алтернативни рок бенд Горибор, били уско повезани са сценом. Бендови су се разликовали по жанру: иако је део бендова био под утицајем југословенског новог таласа и савременог инди и поп рока, нису сви бендови који се сматрају делом сцене били. Најзапаженији бендови који су асоцирали на сцену су Клопка за пионира, Мултиетничка атракција, Нежни Далибор, Репетитор, Петрол, С.А.Р.С., Сви на под!, Земља грува, Краљ Чачка и други.
На прелазу деценија, сцена је почела да се распада, како је бенд кренуо ка својим индивидуалним каријерама, а неки од њих, попут С.А.Р.С. и Земља грува, постижући велику мејнстрим популарност, а остали су остали популарни само у алтернативним рок круговима. Попбокс је 2013. године објавио крај своје делатности, 25. августа 2013.

## Жанрови

### Акустични рок
Српска акустична сцена настала је крајем шездесетих година 20. века појавом хипи субкултуре у Србији, али је свој врхунац достигла почетком седамдесетих са бендовима Породична мануфактура црног хлеба, Влада и Бајка, Лутајућа срца, С времена на време, ДАГ и Сунцокрет, већина њих је део београдске акустичне рок сцене, назвавши себе „акустичарима“.

### Нови талас
Порекло нове таласне сцене у Србији може се наћи у београдским групама Звук улице, Лимуново дрво и Хипнотисано пиле. У три бенда наступили су будући чланови српских новоталасних бендова Идоли, Шарло акробата и Електрични оргазам. Влада Дивљан је са два пријатеља Небојшом Крстићем и Срђаном Шапером 1979. године основао концептуални бенд ВИС Дечаци, чије су фотографије освануле у омладинском часопису Видици и привукле пажњу медија. Убрзо су у састав бенда били и басиста Зденко Колар, такође из групе Звук улице, и бубњар Божа Јовановић, а 1980. године преименован је у Идоли. Лимуново дрво, са гитаристима Миланом Младеновићем и Драгомиром Михајловићем, две године је изводио хард рок, пре него што је усвојио нови талас и панк рок музички стил по доласку басисте Душана Којића и бубњара Ивана Вдовића. Након одласка Михајловића, бенд је преименован у Шарло акробата. Електрични оргазам је настао као ад хок бенд мелодичног хард рок бенда Хипнотисано пиле. Бенд је основан за наступ на културној олимпијади у Палилули 1980. као предгрупа Хипнотисаном пилету. Бубњеве је требало да свира гитариста Љубомир Јовановић „Јовец“, а гитариста Срђан Гојковић „Гиле“ и главни вокал. Бенд је привукао пажњу јавности на наступима и убрзо након тога бенд је завршио своју делатност као Хипнотисано пиле и наставио као Електрични оргазам.
Идоли, Шарло акробата и Електрични оргазам објавили су прве снимке на компилацији Пакет аранжман, која се данас сматра једним од најистакнутијих српских и југословенских рок издања, а до изласка компилације бендови су већ почели да раде на својим деби албумима. Промотивни спот за песму Идола „Маљчики” који је уследио након објављивања компилације представљао је пародију на соц-реалистичку иконографију. Први пут је емитована у новогодишњој ноћи у тада популарној емисији Рокенролер на националној телевизији, а совјетска амбасада је послала протестну ноту ТВ и радио станицама које су емитовале песму и неке од њих су је забраниле. У истој емисији први пут су емитовани промотивни спотови Електричног оргазама „Крокодили долазе“ и Шарла акробате „Нико као ја“, а сва три се појављују на компилацији. Идоли су објавили свој истоимени ЕП 1981. и Одбрана и последњи дани 1982. године, који је 1998. године проглашен за највећи југословенски албум популарне музике, Електрични оргазам издају свој истоимени деби 1981. и пост-панк оријентисан Лишће прекрива Лисабон 1982. Шарло Акробата издаје свој једини албум Бистрији или тупљи човек бива кад.... До 1983. Идоли и Електрични оргазам су се померили ка мејнстрим попу и року, а Шарло акробата се распао.

### Алтернативни рок
Алтернативна рок сцена се развија почетком осамдесетих година 20. века са опадањем нове таласне сцене, када је део нове таласне сцене постао база будуће српске алтернативне рок сцене. Пионире алтернативног рока налазе се новосадски бендови Лабораторија звука, са својим ексцентричним стилом, еротским текстовима, необичним саставима и сценским наступима инспирисани бизарним циркусом; Ла страда, са Слободаном Тишмом на гитари и вокалу; Обојени програм, са Браниславом Бабићем и девојачким бендом Boye чији је деби албум Доста! Доста! Доста! (1988) је прво српско женско издање од 1960-их.
У Београду су Душан Којић и Милан Младеновић основали два најзапаженија бенда алтернативне рок сцене у Србији, Дисциплина кичме и ЕКВ. Душан Којић Која, основао је бенд Дисциплина кичме 1982. Бенд, који су у почетном периоду чинили само Којић и бубњар Срђан "Жика" Тодоровић, комбинујући утицаје панк рока, фанка, џез фузије и дела Џимија Хендрикса. Током раних 1990-их, бенд се преселио у Лондон, да би се средином 2000-их вратио у Србију. Екатарина Велика, која је прво звала Катарина II, наступили Милан Младеновић и Драгомир Михајловић. Након што су објавили своје плоче под утицајем пост-панка, бенд је прешао на алтернативни рок више оријентисан на гитару, који се налази на њиховим издањима Љубав (1987), Само пар година за нас (1989) и Дум дум (1991). Још једна истакнута личност српске алтернативне рок сцене, Митар Суботић, композитор, продуцент и један од пионира електронске музике у Србији, био је блиско повезан са делима Екатарине Велике. Суботић, Младеновић и Горан Вејвода су 1985. покренули краткотрајни пројекат Angel's Breath. Отприлике у исто време, Суботић је био блиско повезан са радом арт рок групе Хероина, у којој је вокал био стрип цртач Зоран Јањетов. Суботић се 1990. преселио у Сао Пауло у Бразилу, где је радио као музичар и продуцент. Године 1994. Суботић и Младеновић, са групом бразилских музичара, поново активирају пројекат као Angel's Breath, издавши албум Angel's Breath 1994. године.
Друга половина 1980-их донела је формирање истакнутих алтернативних рок група које су стекле популарност мејнстрим својим делима током 1990-их, Van Gogh и Рамбо Амадеус. Упркос чињеници да је Van Gogh, који је формирао гитариста Звонимир Ђукић „Ђуле”, издао свој дебитантски истоимени албум 1986. године, која је уједно била и година њиховог формирања, почетком 1990-их бенд који се распао и реформисан 1990. године, успешан албумима Свет је мој (1991), Страст (1993), Ходи (1996) и Опасан плес (1999). Током 2000-их бенд је кренуо ка комерцијалнијем звуку и етаблирао се као један од најбољих мејнстрим бендова на српској рок сцени. Црногорски кантаутор из Београда Антоније Пушић, који ради под псеудонимом Рамбо Амадеус, својим деби албумом О туго јесења (1988) створио је јединствену комбинацију различитих музичких стилова, укључујући џез, рок и народну музику, коју је под називом "турбо фолк". Термин је касније коришћен за подврсту народне музике са Балкана. Пушић је на исти начин наставио и са својим каснијим издањима, који је такође утицао на српску хип хоп сцену албумима Хоћемо гусле (1989) и Психолошко пропагандни комплет М-91 (1991).
Почетком 1990-их наступили су истакнути алтернативни рок бендови: Џа или Бу, Darkwood Dub, Пресинг, Канда, Коџа и Небојша и Block Out из Београда, Обојени програм из Новог Сада и Бјесови из Горњег Милановца. Џа или Бу, настали 1987. године, у комбинацији хард-рока и панк рока, са својим албумом Хеј морнари из 1992. године представили су политичку ситуацију у земљи ироничним лирским стилом. Darkwood Dub, формиран 1988. године, извео је комбинацију електронске музике и рока. Пресинг, основан 1990. године, комбиновао је пост рок, соул, џез... Канда, Коџа и Небојша, настали 1991. године, извели су комбинацију рока, џеза и регеа. Block Out, настао 1991. године, првобитно инспирисан разним бендовима и гранџ/хард рок оријентисаним, након издавања Црног, бело и сребрно (1994) кренуо је ка мрачнијој, тежој атмосфери и звуку под текстом Николе Врањковића, комбинујући елементи doom метала, психоделичног рока, хард рока и панк рока са текстовима везаним за друштвене садржаје. Обојени програм, иако основан 1980. године, издаје деби албум Најважније је бити здрав 1990. Бјесови, настали 1989. комбинујући гранџ, хард рок, психоделик рок и doom метал, издају деби У освит задњег дана 1991. године, али су постигли успех. са издавањем њиховог другог, истоименог албума, објављеног 1992. године.

### Хард рок
Иако су неки од шездесетих бендова изводили обраде песама пионира хард рока као што су Cream и Џими Хендрикс, хард рок је стекао велику популарност раних 1970-их са делима прогресивних рок бендова Поп машина, ЈУ група и Смак. Поп машина, настала 1971. године, била је један од првих српских и југословенских бендова који су се удаљили од ритам и блуза ка тврђем звуку. Њихов звук је садржао прогресивне, хард, психоделичне и есид рок елементе. Поп машина се распала 1977. године. ЈУ група, настала 1970. године, изводила је прогресивни/хард рок, а у њиховим песмама су се често налазили елементи традиционалне музике. Бенд се распао 1981, да би се поново окупио 1987. Од повратничког албума Од злата јабука (1987), њихов рад је углавном био оријентисан на хард рок. Смак, основан 1971. године, изводио је прогресивни рок под утицајем џеза, али је њихов звук често садржавао хард рок, блуз и фолк елементе. Бенд је кренуо ка комерцијалнијем хард року почетком 1980-их са албумом Рок циркус, али албум није доживео мали успех и бенд се убрзо након тога распао, имајући стална распуштања окупљања током 1980-их и 1990-их.
Крајем 1970-их појавили су се хард рок бендови Генерација 5 и Рибља чорба, који су постали један од најзапаженијих извођача српске и бивше југословенске рок сцене. Генерација 5, основана 1977. године, успела је да стекне базу верних фанова својим албумима Генерација 5 (1980) и Дублер (1982), али се распала 1982. Године 1985. музику за песму написао је бивши вођа бенда, клавијатуриста Драган Илић. „За милион година“, коју је снимила група југословенских музичара (укључујући бивше чланове Генерације 5) као прилог за Live Aid. Генерација 5 се поново ујединила 1992. године, али је од тада објавила само два студијска албума. Њихов албум Енергија из 2006. представљао је фронтмена Смака Дејана Најдановића као гостујућег вокала на целом албуму. Године 1978. бивши члан Сунцокрета и Рани мраз Бора Ђорђевић и чланови групе СОС Миша Алексић, Рајко Којић и Вицко Милатовић основали су хард рок бенд Рибља чорба. Након снимања дебитантског хит сингла "Лутка са насловне стране", придружио им се гитариста Момчило Бајагић (који је, напуштајући Рибљу чорбу 1984. године, основао веома успешан поп рок бенд Бајага и инструктори). Деби албум Кост у грлу (1979) доживео је огроман успех, а бенд је за неколико месеци постао веома популаран. Албуми Покварена машта и прљаве страсти (1981), Мртва природа (1981) и Бувља пијаца (1982), потоњи са мекшим звуком од прва три издања бенда, такође су наишли на добар пријем међу фановима и критикама, а Ђорђевићева провокативна политичко- и друштвени текстови, довели су до тога да постане један од најконтроверзнијих музичара у Југославији. Албум Вечерас вас забављају музичари који пију (1984) био је лоше прихваћен, а након његовог објављивања Којић и Бајагић су искључени из бенда. Ипак, бенд је тријумфовао следећим албумом Истина (1985), снимљеним са гитаристима Видојем Божиновићем и Николом Чутурилом. Иако више оријентисан на хеви метал од било ког од претходних радова бенда и често сматран ремек делом, Истина је такође био албум након којег је бенд, иако се још увек углавном уклапао у хард рок, почео да се окреће мекшем звуку. Ипак, бенд је успео да одржи своју популарност и до данас остао један од најпопуларнијих извођача српске рок сцене.

### Блуз-рок
Упркос чињеници да су многи рок бендови из 1960-их, као што су Црни бисери, Далтони, Елипсе и други изводили ритам и блуз, и многи прогресивни и хард рок бендови из 1970-их, попут Поп машине, ЈУ групе, Смака и Рибље чорбе, уградили су елементе блуза у њихову музику, први српски блуз бенд, Блуз квинтет, формиран је 1979. године. Свој први концерт одржали су у клубу Машинац у Београду у пролеће 1981. године, што се сматра првим блуз концертом српског бенда.
Током 1980-их формирани су многи значајни блуз/блуз-рок бендови: Сирова кожа (позната и као Raw Hide), формирана 1982. године; Point Blank и Blues Trio, оба основана 1983; Зона Б, формирана 1986. године; Di Luna Blues Band, основан 1989. Бенд Hush, предвођен Аном Поповић, објавио је свој деби и једини албум Hometown 1998. Године 1999. Ана Поповић се преселила у Холандију и започела успешну међународну каријеру. 2000-те су донеле нову генерацију блуз рок бендова: Шинобуси (формирани 2001.), Texas Flood (формирани 2004.), Cotton Pickers (формирани 2004.) и други

### Панк рок, пост-панк и готик рок
Развој панк рока у Србији почео је у Новом Саду са бендовима Пекиншка патка и Гомила г, обе основане 1978. Пекиншка патка, коју је формирао вокал Небојша Чонкић, прогласиле су се „првим православним панк рок бендом“, што је било противно ставу Савеза комуниста Југославије који је промовисао атеизам. Још један пионир панк рока у Србији био је бенд Гомила г (ово име је цензурисана верзија Гомила гована), такође из Новог Сада. Бенд је у почетку изводио обраде песама Ramones-а и Sex Pistols-а, али је убрзо почео да пише сопствене песме. Њихов наступ на Прослави ослобођења Степановићева у Другом светском рату 1979. године, где је бенд извео песму „Боже чувај Мартина Бормана“, а Чонкић из Пекиншке патке је на бини дувао кондоме. Гомила г се распала 1980. године када су чланови бенда, гитариста Жолт Хорват и бубњар Роберт Радић основали први српски ска бенд Контраритам.
У међувремену, Пекиншка патка је стекла мејнстрим популарност и снимила своја прва издања. На суботичком фестивалу Омладина освојили су награду публике и цео наступ је преношен на националној телевизији, што је био први ТВ наступ неког панк рок бенда у Југославији. Популарност бенда тада им је пружила прилику да издају два сингла, а потом и студијски албум, Плитка поезија, први панк рок албум српског бенда, који је 1980. објавио Југотон. Након изласка албума, постава се променила, а долазак младог Зорана Булатовића на гитари донео је стилске промене, прелазак најпре ка новом таласу, а на крају и пост-панку. Други албум групе Страх од монотоније сматра се првим пост-панк издањем у Србији и бившој Југославији. Након објављивања албума, бенд се распао.
Појава првог пост-панк албума на српској сцени утицала је на појаву пост-панк и готик рок бендова и издања. Зоран "Бале" Булатовић (гитара) и Марко "Маре" Вукомановић (бас гитара), обојица из Пекиншке патке, са члановима Ла Страде Слободаном Тишмом (вокал) и Иваном Фецеом Фирчијем (бубњеви) формирали су први готик рок бенд у Србији, Луна, издавши само један албум Нестварне ствари (1984). Поред Луне, запажени готик рок бенд био је и нишки Тривалија, настао у другој половини осамдесетих година. Готик рок, међутим, није био популаран у Србији. Још један нишки бенд, пост-панк/дарквејв бенд Добри Исак, издао је свој једини албум Ми плачемо иза тамних наочара 1983. Доживео је слаб успех, али је доживео признање критике када је поново објављен 2009.
Другу генерацију панк рок група у Србији чинили су Партибрејкерс, Казна за уши и Тони Монтано из Београда. Српски гаражни панк бенд Партибрејкерс, основан 1982. године, својим живим наступима и музичким стилом, чак и као демо наступ, скренуо је пажњу јавности на себе. Бенд су формирали бивши фронтмен Урбане гериле и Радничке контроле Зоран Костић „Цане“ и гитариста Небојша Антонијевић „Антон“, који су били главни чланови бенда. У време када је бенд објавио свој деби, истоимени албум, 1985. године, већ су стекли велику популарност, задржавши се кроз своја каснија успешна издања Партибрејкерс II (1988), Партибрејкерс III (1989), Кисело и слатко (1994) и Ледено доба (1997), улазећи у 2000-те као један од врхунских мејнстрим извођача српске рок сцене. Године 1986. настаје још један истакнути гараж панк бенд, Казна за уши, али бенд постаје истакнут 1990-их, освојивши прво место на фестивалу Гитаријада 1992. и издајући првенац Испод земље исте године. Средином 1980-их, бивши вокал панк рок групе Радост Европе, Велибор Миљковић наступао је као соло под псеудонимом Тони Монтано, а на његовим албумима је била комбинација панк рока и рокабилија, која се налази и на његовим будућим издањима.
Панк рок је наставио да буде популаран и 90-их година прошлог века појавом бендова Atheist Rap и Збогом Брус Ли из Новог Сада, Гоблини из Шапца, Џукеле из Суботице и Новембар из Ниша. Звук Atheist Rap-а, комбинацију панк рока са духовитим текстовима који се налазе на њиховим студијским албумима Маори и Црни Гонзалес (1992), Ја евентуално бих ако њега елиминишете (1996) и II лига запад (1998), сам бенд је окарактерисао као "срећан панк". Збогом Брус Ли спојио је панк рок и војвођанску народну музику у стил који бенд описује као „тамбурашки панк“. Група Гоблини настала је 1992. године, а издавањем прва два студијска албума, Гоблини (1994) и Истините приче I део (1994), бенд је постао жива атракција, наступајући у Србији и иностранству. На трећем студијском албуму У магновењу (1996), бенду се придружио Леонид Пилиповић из групе Џукеле. Након објављивања албума, Пилиповић се враћа свом бенду, који се након издавања првенца Гледајући у мрак 1994. и другог албума Зубато Сунце 1998. распада. Панк рок бенд Новембар објавио је три студијска албума, Дегуело (1994), Блуз јужне пруге (1997) и Лицем према земљи (2000) са комбинацијом америчког гитарског рок звука бенда у комбинацији са панк роком, поп панк и утицајима новог таласа.

### Келтски рок
Ирска фолк и келтска рок сцена појавила се у Србији са делима Orthodox Celts-а из Београда. Средином 1980-их, Душан Живановић, бубњар паб рок бенда Розе позе, желео је да оснује бенд који би изводио обраде ирских народних песама, а утицај идеје делимично је остварен кроз дела Розе позе. Међутим, 1992. године Живановић је са Александром „Аца Селтиком“ Петровићем и виолинисткињом Аном Ђокић основао први српски ирски фолк бенд под називом Orthodox Celts. Бенд је, након што је објавио своја прва два албума, Orthodox Celts (1994) и The Celts Strike Again (1997), који су углавном садржавали обраде ирских народних песама, почео да пише сопствени материјал. Од издавања Green Roses-а 1999. године, бенд се фокусирао на писање и снимање сопствених песама. Традиционални наступи за Дан Светог Патрика и на Бир фесту учинили су да бенд постане жива атракција, са посећеним наступима у Србији и иностранству.

### Гранџ и пост гранџ
Бендови Block Out из Београда и Бјесови из Горњег Милановца били су представници гранџа на српској рок сцени. Након њиховог деби албума Црно, бело и сребрно (1994), рани хард рок концепт Block Out-а почео је да се креће ка мрачнијој, отежаној атмосфери и звуку под текстом Николе Врањковића. У наставку Година сиротињске забаве (1996) представљен је материјал написан током шест година постојања бенда, а лирске теме су углавном биле оријентисане на крај социјализма у Србији. Објавом следећег албума, Сан који срећан сањаш сам (1998), бенд је прешао са гранџ звука на арт рок и алтернативни рок. Бјесови су свој првенац У освит задњег дана објавили 1991. године, али су успех постигли издавањем другог истоименог албума (1994). Постигавши успех са албумом, бенд се окренуо ка религиозно оријентисаним текстовима и музици на следећем албуму Све што видим и све што знам (1997). Након објављивања албума Бјесови се распадају, након чега члан бенда Горан Марић постаје један од зачетника хришћанског рок пројекта Песме изнад истока и запада (2001). Бенд се реформисао са новом поставом 2000. и објавио Боље ти 2009. године.

### Ои, ска, хардкор и поп панк
Крај 1980-их донеле су разне панк рок бендове и жанрове на српску сцену и ои, ска, хардкор панк и поп панк бендови су се појавили са локалних демо сцена до великих издавачких кућа и популарности широм земље.
Ои сцена, са Ритмом нереда и Директорима, брзо је пронашла пут до фанова са својим политичким текстовима, агресивном музиком и ефектним наступима уживо. Директори су, за разлику од Ритма нереда, били окренути и ска музици, која је постала веома популарна на српској сцени. Иако се ска појавио почетком осамдесетих са бендом Контраритам, формираним 1980. године, који је издао само један албум пре него што се распао 1983. године, тек са бендовима попут Плејбоја и Фамилије стекао је велики број фанова. Плејбој, настао 1992. године, популарност је стекао комбинацијом панк рока, ска, соула, фанка, џез фјужн-а и поп рока, који се налазе на њиховим албумима Свирај дечко (1994) и Overdrive (1997). Фамилија, настала 1994. године, популарност је стекла својим ска/поп рок песмама са шаљивим текстовима који се налазе на њиховим албумима Народно позориште (1994) и Сељачка буна (1998). Ипак, и поред успеха издања, распали су се 1998. Године 2003. бивши вокал бенда Дејан Пејовић основао је бенд The Dibidus, чији су албуми The Dibidus (2003) и Тренерка и сако (2011) стилски били слични делима Фамилија.

### Синтпоп
Један од првих српских синтипоп бендова био је састав Београд, који је био и један од пионира електронске музичке сцене бивше Југославије. Бенд је основан 1981. године, а 1983. издао је свој једини албум Ремек депо, који је представљао комбинацију синтипопа и соула оријентисаног на дувачке инструменте.
Са падом нове таласне сцене око 1982. године, неки новоталасни бендови, попут У шкрипцу и Зане, прешли су на синтпоп. У шкрипцу, почевши као концептуални новоталасни бенд 1980. године, прешао је на синтпоп музику. Деби албум групе Године љубави (1982), са неколико хит песама, пратио је још успешнији О је! (1983) и ЕП Нове године (1983). Међутим, на каснијим издањима бенд се окренуо електропоп звуку, што их је, пошто се показало неуспешним, довело до распада. Упркос два повратничка албума (1987. и 1990.), бенд није могао да понови рани успех. Деведесетих година 20. века, вокал бенда Милан Делчић "Делча" формирао је електронски рок бенд Делча и Склекови. Зана, названа по вокалисти бенда Зани Нимани, након што је објавила свој деби албум Лоше вести уз реге за пивску флашу (1981), направила је заокрет ка поп рок и синтпоп звуку издавањем другог албума Додирни ми колена (1982). Упркос успеху, вокал Нимани је напустила бенд. Остатак бенда је наставио да наступа као Зана, мењајући неколико певачица и постепено се окренувши ка поп музици.
Друге запажене синтипоп групе укључују бендове Лаки пингвини, D'Boys и Џакарта. Лаки пингвини, упркос томе што је радио повремено и са нестабилном поставом од 1979. године, стекао је мејнстрим популарност 1983. са дебитантским ЕП-ом Шизика. Успешан је био и њихов деби албум Музика за младе (1984), али њихова каснија издања нису поновила претходни успех. Бенд се распао 1989. године, али је имао кратка окупљања 1994., 1995. и 2006. године.

### Бритпоп
Бритпоп се у Србији појавио са бендом Ева Браун из Бечеја. Еву Браун су 1990. године формирали Горан Васовић, Петар Долинка и Милан Главашки. Под утицајем Битлса и бенда Идоли, бенд је 1992. године издао свој деби албум Прислушкивања. Албум је имао мање хитове, али се сингл „Сасвим обичан дан“ нашао на другом албуму бенда Поп музика, објављен 1995. године, скренуо је пажњу јавности на рад бенда. Rolling Stone описао је албум као "најбољи брит-поп албум који никада није изашао из Велике Британије".

## Кантаутори
На српској рок сцени наступило је неколико запажених кантаутора. Један од најзначајнијих аутора био је Ђорђе Балашевић. Каријеру је започео седамдесетих година 20. века као члан групе Жетва и вођа бенда Рани мраз, пре него што је започео, издавањем албума Пуб (1982), веома успешне соло каријере. Упркос томе што је његов рад у Жетви и Раном мразу био углавном поп рок оријентисан, у каснијој каријери често је користио елементе рока, шансоне и народне музике, уз нека од својих дела, попут албума Напослетку (1996) и Рани мраз (2004) је у потпуности оријентисан на фолк рок. Балашевићева лирика се често бавила хумористичким или политичким и друштвеним темама.
Други запажени кантаутори су Срђан Марјановић и Никола Чутурило. У почетку део београдске акустичне рок сцене, Срђан Марјановић је свој деби албум Срђан Марјановић и пријатељи, који је снимио са члановима ЈУ групе, објавио 1974. године. Током своје каријере објавио је дванаест студијских албума. Никола Чутурило се прославио као гитариста Рибље чорбе. Први соло албум 9 лаких комада (1988) објавио је још као члан Рибље чорбе. Бенд је напустио 1989. године, настављајући соло каријеру која се протеже до данашњих дана.